# Ein starkes Team: Das große Fressen
Das große Fressen ist ein deutscher Fernsehfilm von René Heisig aus dem Jahr 2009. Es handelt sich um die 44. Folge der Krimiserie Ein starkes Team mit Maja Maranow und Florian Martens in den Hauptrollen.

## Handlung
Bei einem Überfall auf den „Juwelierladen Machnow“ kommt die Besitzerin nach einem Schusswechsel zu Tode. Überraschend erscheint der Ehemann und ist erschüttert und ringt um Fassung. An sich hätte seine Frau heute ihren freien Tag gehabt, aber nachdem sich eine Angestellte kurzfristig krankgemeldet hatte, musste die Chefin einspringen. Kriminalhauptkommissarin Verena Berthold und ihren Kollegen Otto Garber verwundert es, dass kein Alarm gegeben wurde und sie erfahren von Walter Machnow, dass der Signalknopf defekt sei und nächste Woche eine komplett neue Anlage eingebaut werden sollte. Somit wird vermutet, dass der Räuber dies wusste und deshalb noch in dieser Woche seinen Überfall durchführen wollte. Es gibt eine Aufzeichnung der Überwachungsanlage, aber da der Täter maskiert war, ist sein Gesicht nicht zu erkennen. Allerdings wurde er bei dem Überfall angeschossen und ist offensichtlich verletzt.
Kommissar Ben Kolberg informiert sich bei der Sicherheitsfirma, welche die neue Anlage einbauen sollte. Zwar macht der Inhaber einen durchaus seriösen Eindruck und hat auch einen guten Ruf, doch hat er unter seinen Mitarbeitern einen vorbestraften Kleinkriminellen. Für Otto Garber hat dieser trotz seiner Beteuerungen, solide geworden zu sein, das Potential zu einem Raubüberfall. Zumindest könnte er mit anderen darüber geredet haben, dass der Juwelierladen kurzzeitig ungeschützt ist. Doch auch in der Juweliersfamilie läuft nicht alles harmonisch. Die Machnows haben zwei Töchter und einen Sohn, der sich sehr darüber aufregt, dass seine Mutter im Laden war, wo doch laut Plan eine der Angestellten Dienst hatte.
Inzwischen wird der angeschossene Täter tot in einem Auto im Wald aufgefunden. Ein Teil der Beute hat er dabei, aber es fehlen die wertvollen Edelsteine und zwei markante Schmuckstücke. Demnach muss er einen Komplizen gehabt haben, dem er noch vor seinem Tod die Edelsteine übergeben hatte. Anhand von Fotos meint Evelyn Machnow, den Toten als Christof Lange, einen Exfreund von ihr, zu erkennen, der ein Schulfreund ihres Bruders Frank war. Frank Machnow wiederum hat hohe Schulden und nachdem die zwei fehlenden Schmuckstücke bei ihm gefunden werden, wird er festgenommen. Sein Vater beschwört, dass er und seine Frau ihrem Jungen den Schmuck vor einer Woche geschenkt hätten. Die Verkäuferin bestätigt, dass die beiden Schmuckstücke tatsächlich schon seit zwei Wochen nicht mehr da gewesen seien. Frank Machnow wird daraufhin wieder auf freien Fuß gesetzt.
Die Kommissare erhalten einen Hinweis, wonach Machnows Schwiegersohn, Jens Steincke, Christof Lange vor einiger Zeit im Lager seines Möbelgeschäftes als Aushilfe beschäftigte, weil sein Schwager Frank ihn darum gebeten hatte. So stellt sich letztendlich heraus, dass Steincke gemeinsam mit seinem Schwiegervater hinter dem Überfall steht. Dieser unternimmt inzwischen in seiner Verzweiflung einen Selbstmordversuch. Er kommt mit seinen Schuldgefühlen nicht klar, denn er hat aufgrund von riskanten Wertpapiergeschäften, die ihm sein Schwiegersohn vermittelt hatte, hohe Schulden und bereits seine Lebensversicherung verpfändet. Er traute sich nicht, das seiner Frau zu sagen und so kam er auf die Idee, das eigene Geschäft zu überfallen und sich von der Versicherung den Schaden ersetzen zu lassen. Sie konnten Christof Lange für den Überfall gewinnen und ahnten nicht, dass der Raub so aus dem Ruder laufen würde.
Als Yvonne Steincke davon erfährt, sticht sie vor Wut mit einem Messer auf ihren Mann ein, der dabei schwer verletzt wird, aber von Berthold und Garber gerettet werden kann.

## Hintergrund
Das große Fressen wurde in Berlin gedreht und am 24. Oktober 2009 um 20:15 Uhr im ZDF erstausgestrahlt.
Sputnik, dessen Rolle als Geschäftsmann in der Serie als ein Running Gag angelegt ist, eröffnet in dieser Folge eine Minigolfanlage mit Imbiss.

## Rezeption

### Einschaltquote
Bei der Erstausstrahlung von Das große Fressen am 24. Oktober 2009 im ZDF wurde der Film in Deutschland von insgesamt 6,82  Millionen Zuschauern gesehen und erreichte einen Marktanteil von 22,1 Prozent.

### Kritik
Rainer Tittelbach von tittelbach.tv befand: „‚Das große Fressen‘ ist ein typischer Whodunit-Krimi. Fast jeder könnte hinter dem Überfall stecken. So kalkuliert das alles auch dramaturgisch sein mag – der Film aus der Reihe ‚Das starke Team‘ ist übersichtlich und klug gebaut und auch von der Auflösung her betrachtet entpuppt sich der Fall als einigermaßen logisch und nachvollziehbar, sodass das Mitraten hier richtig Spaß machen kann.“
In der Mitteldeutschen Zeitung heißt es: „Den Machern der ZDF-Reihe ‚Das starke Team‘ ist mit ‚Das große Fressen‘ (Regie: René Heisig) ein spannender Krimi gelungen, der tief ins Milieu einer gutbürgerlichen, aber gebrochenen Familie eintaucht.“
Die Kritiker der Fernsehzeitschrift TV Spielfilm vergeben die beste Wertung (Daumen nach oben) und meinen – dem Filmtitel angepasst: „Schmackhaftes für alle Krimihungrigen.“